# Cemitério de Auteuil
O Cemitériorio de Auteuil (em francês:  Cimetière d'Auteuil) é um dos cemitérios de París, fundado em 1793. Localizado na rue Claude-Lorrain n.º 57, no 16.º arrondissement de Paris.

## Sepultamentos notáveis
- Raymond Abellio, filósofo
- Pierre-Jean-Georges Cabanis (somente seu coração), médico, psicólogo e filósofo francês
- Raoul Follereau, escritor francês
- Abel Gance, cineasta
- Charles Gounod, músico
- Pierre Granier-Deferre, cineasta
- Alain Griotteray, jornalista
- Albert Préjean, ator
- Paul Dalloz, jornalista
- Adrien-Marie Legendre, matemático
- Louis Roussel, abade
- Benjamin Thompson, físico
- Adolphe Yvon, pintor